# Tooele
Tooele je správní město okresu Tooele County ve státě Utah. K roku 2000 zde žilo 22 502 obyvatel. S celkovou rozlohou 54,8 km² byla hustota zalidnění 410,6 obyvatel na km².